# Sedōka
Le sedōka (旋頭歌) est un genre particulier du  waka, c'est-à-dire un motif rythmique de la poésie japonaise. 
Dans la translittération Hepburn le mot sedōka est composé de sedō : répétition de la première phrase et ka : poésie; par conséquent sedōka signifie littéralement « poésie qui remonte à la tête ». Un sedōka se compose de deux tercets dont chacun est composé de vers de cinq, sept et sept mores pour un total de 38 mores.
Comme les autres formes de poésie waka, le bussokusekika et le katauta (片歌), le sedōka est tombé en désuétude à la fin de l'époque de Heian, suivi peu après par la forme chōka (長歌).
C'est une forme de verset qui était rare et parfois employée pour les discours. Les sedōka de Kakinomoto no Hitomaro (VIIe siècle), l'un des plus grands poètes du Man'yōshū, sont considérés comme exemplaires. 